# Hầm Namsan số 2

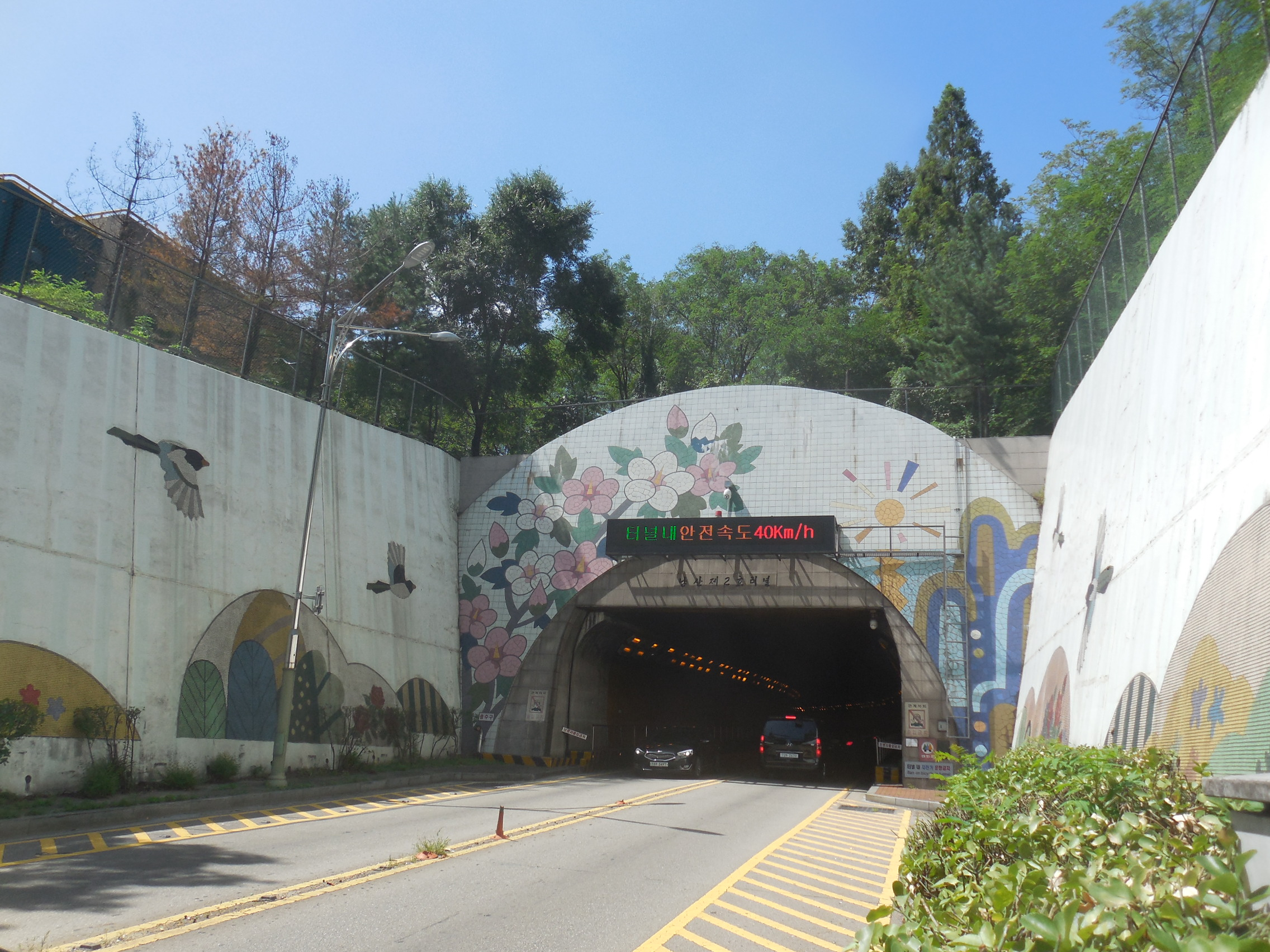
Lối ra về phía Jangchung-dong của Đường hầm Namsan 2.

Đường hầm Namsan 2 (Tiếng Hàn: 남산2호터널, Hanja: 南山二號-) là một đường hầm có chiều dài 1620m và rộng 9,6m nối Yongsan-dong, Seoul, Yongsan-gu và Jangchung-dong, Jung-gu, Seoul. Cả hai đầu lần lượt tiếp giáp với Noksapyeong-daero và Jangchungdan-ro và tên đường là Noksapyeong-daero 58-gil.

## Lịch sử
- 15 tháng 12 năm 1971: Bắt đầu thu phí
- 1 tháng 5 năm 1975: Tăng phí và thay đổi[1]
- 16 tháng 7 năm 1976: Tăng phí và thay đổi[2]

## Thông tin
- Đây là đường hầm một chiều với một làn một chiều và hai làn khứ hồi, và là đường hầm dài nhất trong số các đường hầm Namsan.
- Đường vào ở đầu phía nam của đường hầm sử dụng Noksapyeong-daero giống như đường hầm Namsan 3. Tại thời điểm này, khi vào đường hầm, hãy sử dụng làn đường bên phải và khi đi ra, hãy sử dụng đường chui một đường và đi ra Noksapyeong-daero.
- Đây là đường duy nhất trong Đường hầm Namsan không thu phí tắc nghẽn.